# Wilfried Tetens
Wilfried Tetens (* 1940) ist ein deutscher Handballschiedsrichter, ehemaliger Handballtrainer sowie Vorstands- und Präsidiumsmitglied des Handballverbandes Schleswig-Holstein (HVSH).

## Leben
Wilfried Tetens übte neben seinen Tätigkeiten für den Sport bis zu seiner Pensionierung den Beruf des Lehrers für Latein, Griechisch, Geschichte und Sport aus, zuletzt als Oberstudiendirektor am Alten Gymnasium Flensburg.
Er wurde 1955, im Alter von 15 Jahren, erstmals als Handballschiedsrichter tätig und bald in der Regionalliga eingesetzt. 1965 wurde Tetens dann in die Bundesliga berufen. Zusammen mit Edgar Reichel bildete er ein Schiedsrichtergespann, in dem er später auch international zu den gefragtesten Unparteiischen gehörte und um die 250 Länderspiele pfiff. Höhepunkt der gemeinsamen Schiedsrichterkarriere von Tetens/Reichel war die Leitung des Finales des olympischen Handballturniers in Montreal im Jahr 1976, nachdem sie bereits 1972 bei den olympischen Sommerspielen in München eingesetzt wurden.
Neben seinem Beruf und seiner Schiedsrichtertätigkeit engagierte Tetens sich ehrenamtlich für den Handballsport. So war er unter anderem von 1959 bis 1965 als Schiedsrichterwart beim Kreishandballverband Flensburg aktiv. Von 1964 bis 1973 fungierte er zudem als Schiedsrichterwart im Bezirk Nord. 1978 wurde er Verbandsschiedsrichterwart in Schleswig-Holstein, seit 1984 ist er Männerwart des Handballverbandes Schleswig-Holstein. Außerdem war er von 1984 bis 1991 als Schiedsrichterwart des Norddeutschen Handball-Verbandes (NHV) tätig. Tetens gehörte fast vier Jahrzehnte dem Vorstand und dem Präsidium des Handballverbandes Schleswig-Holstein an. Seit 2005 ist er zudem Vorsitzender des KHV Flensburg und Mitglied im erweiterten Präsidium des Landesverbandes. Von 2004 bis 2010 war er Vorsitzender des TSV Jarplund-Weding.
Darüber hinaus war Tetens zeitweise als Handballtrainer tätig, so für die erste Mannschaft der SG Weiche-Handewitt, mit der er 1981 Meister der Regionalliga Nord wurde, jedoch die Relegation zum Aufstieg in die Bundesliga gegen die Reinickendorfer Füchse knapp verlor. Überdies war Tetens auch aktiver Sportler, nicht nur im regionalen Handball, sondern auch als Fußballer.
Als Sportberichterstatter im Bereich Regionalsport war Tetens zudem freier Mitarbeiter des NDR und viele Jahre regelmäßig auf der NDR 1 Welle Nord zu hören.

## Auszeichnungen und Ehrungen
Für seine Verdienste um den Handball erhielt Tetens 2010 die Goldene Ehrennadel des Deutschen Handballbundes. Im November 2012 wurde ihm das Verdienstkreuz am Bande des Verdienstordens der Bundesrepublik Deutschland verliehen.